# 關節僵硬
關節僵硬（英語：joint stiffness）可能是關節活動時產生疼痛的症狀、或運動時活動範圍變小的症狀或關節活動範圍減小的醫學徵象（或簡稱「體徵」）。
- 活動時的疼痛通常源自骨關節炎（通常疼痛程度較輕）和其他形式的關節炎。它也可能是傷害或過度使用造成，極少數是由更複雜病因造成，如：感染或腫瘤。運動範圍可能是正常或因疼痛而受限。類風濕關節炎的典型特徵「晨僵」式疼痛，在關節使用後會逐漸緩解[1]。
- 活動範圍變小（症狀）：患者注意到一個或多個關節的活動靈活度沒有以前那樣自如。活動範圍變小是關節炎較嚴重的特徵，包括骨關節炎，類風濕性關節炎和僵直性脊椎炎。
- 活動範圍變小（體徵）：醫療專業人員進行身體檢查時發現關節的活動範圍比正常小。骨外科專科醫師或風濕病學專科醫師在他們的例行檢查時通常會特別注意這一點。關節活動範圍的測量可以和「對側」及「正常範圍」比較。在最嚴重的情況，當關節完全無法移動時，會稱為關節僵直（英语：ankylosis）（沾黏）。